# Idaringtee
La ceinture Est (estonien : Idaringtee) est une rue de Tartu en Estonie.

## Présentation
Idaringtee, ou le périphérique Est de la ville de Tartu, est une rue principale d'environ 11,8 kilomètres de long, qui relie la route Tallinn-Tartu-Võru-Luhamaa à la route Jõhvi-Tartu-Valga à l'est de la ville.
Le but de la rocade Est est de détourner la majeure partie du trafic de transit au-delà du centre de Tartu, réduisant ainsi la charge de trafic dans le centre.
Le projet dans son ensemble couvre quatre municipalités : la ville de Tartu, la commune de Tartu (et), Luunja et Kambja.
Le projet de rocade Est est divisé en quatre phases de construction.
Les trois premières phases de construction entre la route Tallinn-Tartu-Võru-Luhamaa et la route Tartu-Räpina-Värska sont achevées.
Les dates de la quatrième phase de construction, qui créera une liaison avec la route route Jõhvi-Tartu-Valga, n'est pas définie.

## Phases du projet

### Phase 1
Le premier troncon s'étend de l'intersection des rues Võru tänav et Ringtee tänav jusqu'à la prison de Tartu bordant la rue Turu tänav.
Le tronçon de 2,1 kilomètres comporte deux voies dans chaque direction.
Le premier tronçon a été ouvert à la circulation le 22 novembre 2013.

### Phase 2
Le deuxième tronçon s'étend de la prison de Tartu à la route Lammi tee.
La longueur du tronçon est de 2,9 kilomètres.
Le deuxième tronçon du périphérique Est avec le pont d'Ihaste a été ouvert à la circulation le 2 février 2015.

### Phase 3
Le troisième tronçon relie le rond-point de la rue Lammi tee à la route Tartu–Räpina–Värska.
Le tronçon mesure 1,6 kilomètre de long.
La date contractuelle d'achèvement du troisième troncon de la rocade Est était le 18 juillet 2018.

### Phase 4
Le quatrième tronçon routier d'environ six kilomètres de long, traversera principalement le territoire de la commune de Tartu (et), reliant la route Tartu-Räpina-Värska et la route Jõhvi-Tartu-Valga .
Le projet n'étant pas prévu pour les années 2020-2030 dans le plan national d'entretien routier, la date de construction est également inconnue.

## Lieux et bâtiments

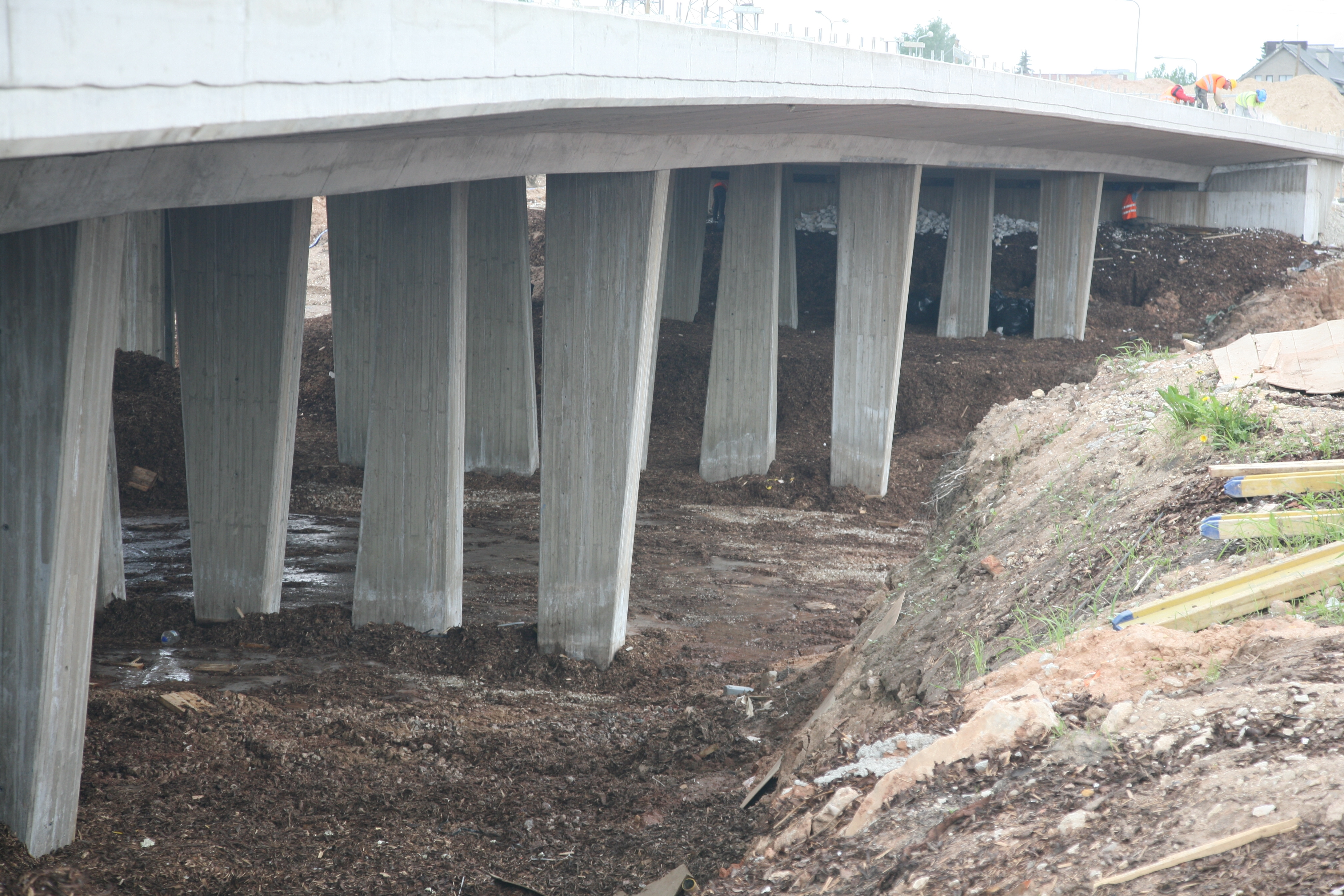
Sous le viaduc sur la route de Võru lors des travaux de construction de l'Idaringtee, 28 mai 2013.
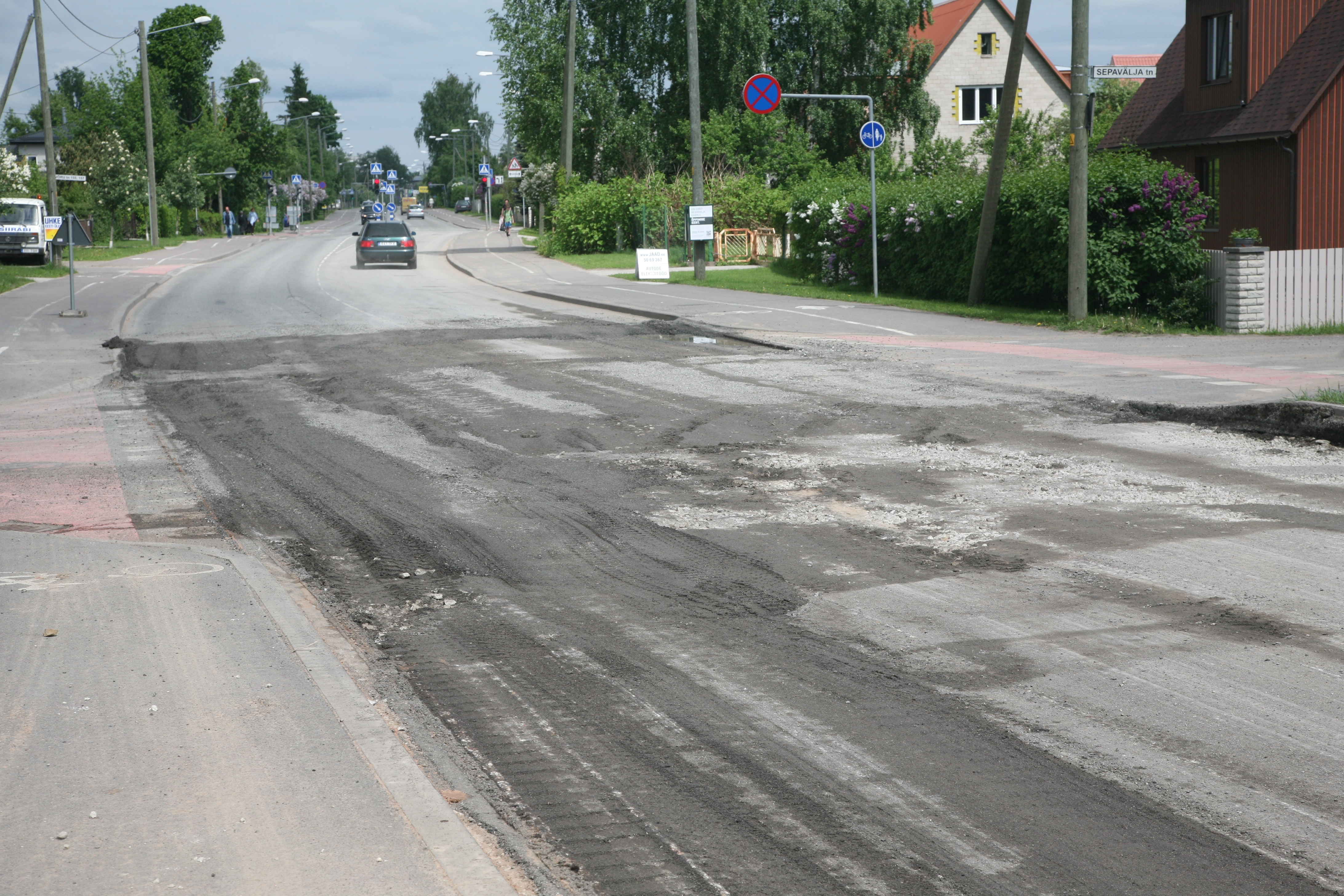
L'extrémité de la rue Võru pendant les travaux de construction de l'Idaringtee, le 28 mai 2013.